# Ilmenita
La ilmenita és un mineral de la classe dels òxids. Va rebre el seu nom l'any 1827 per Adolph Theodor Kupffer, per les muntanyes Ilmen, a Rússia, lloc on va ser descoberta. Pertany i dona nom al grup ilmenita de minerals.

## Característiques

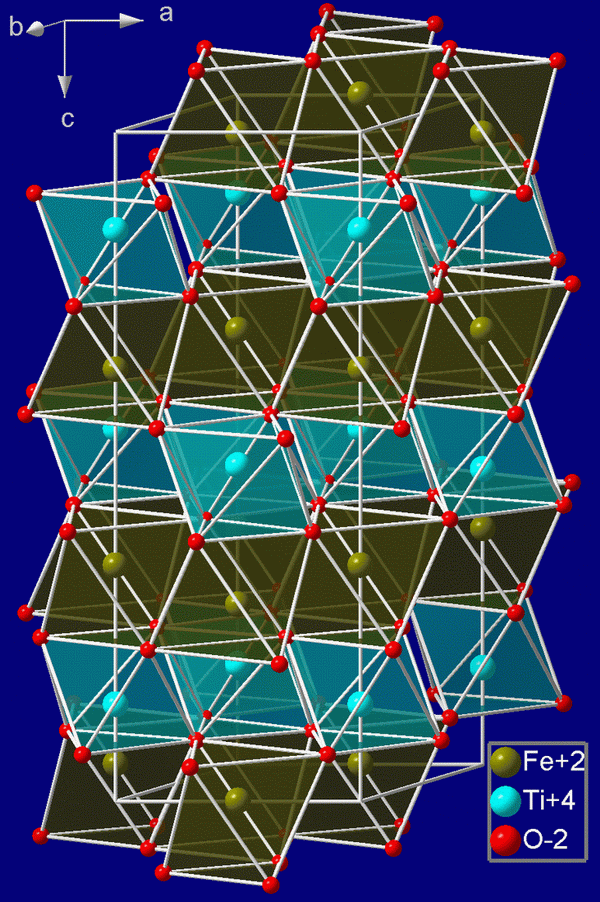
Estructura cristal·lina de la ilmenita

La ilmenita, de fórmula Fe2+TiO₃, és un mineral feblement magnètic, de color negre o gris. Conté un 47,34% de FeO i un 52,66% de TiO₂, encara que aquesta proporció és variable per l'entrada de l'òxid fèrric, reemplaçable per magnesi i manganès. Cristal·litza en el sistema trigonal, i es presenta en forma de cristalls normalment tabulars prims i romboèdrics. A les sorres de les platges se solen trobar partícules molt petites d'aquest mineral, amb diàmetres d'entre 0,1 i 0,2 mm.
És l'anàleg de ferro de la geikielita, la pirofanita i l'ecandrewsita, tots tres membres del grup ilmenita. Es pot confondre amb els minerals del rup crichtonita i amb l'hematites. També forma dues sèries de solució sòlida, una amb la geikielita i una altra amb la pirofanita.
Segons la classificació de Nickel-Strunz, la ilmenita pertany a «04.CB: Òxids amb proporció metall:oxigen = 2:3, 3:5, i similars, amb cations de mida mitjana» juntament amb els següents minerals: brizziïta, corindó, ecandrewsita, eskolaïta, geikielita, hematites, karelianita, melanostibita, pirofanita, akimotoïta, auroantimonita, romanita, tistarita, avicennita, bixbyita, armalcolita, pseudobrookita, mongshanita, zincohögbomita-2N2S, zincohögbomita-2N6S, magnesiohögbomita-6N6S, magnesiohögbomita-2N3S, magnesiohögbomita-2N2S, ferrohögbomita-6N12S, pseudorútil, kleberita, berdesinskiita, oxivanita, olkhonskita, schreyerita, kamiokita, nolanita, rinmanita, iseïta, majindeïta, claudetita, estibioclaudetita, arsenolita, senarmontita, valentinita, bismita, esferobismoïta, sillenita, kyzylkumita i tietaiyangita.
La majoria de la ilmenita s'empra en aliatges especials per a la indústria aeroespacial i per pigments. El producte aquí és el diòxid de titani, que és una substància extremadament blanca usada com a base per a diferents tipus de pintures.

## Formació i jaciments
És un mineral ortomagmàtic que es troba en gairebé totes les roques eruptives com a mineral accessori. Se'n troba també en pegmatites associades a gabres, en druses alpines, i com a sediment en placers. Acostuma a trobar-se a les roques metamòrfiques i en les roques bàsiques ígnies (gabre, diabasa, piroxenita). Es forma gairebé sempre a temperatures superior als 500 °C.
S'ha trobat ilmenita a les roques de la Lluna. L'any 2005, la NASA va utilitzar el Telescopi Espacial Hubble per localitzar llocs potencialment rics en Ilmenita. Aquest mineral podria ser fonamental a l'hora de crear una base lunar, ja que proporcionaria una font de ferro i titani molt important per als elements estructurals, a més de poder obtenir oxigen.
Als territoris de parla catalana se n'ha trobat ilmenita al Principat al Cap de Creus, a Casterner de les Olles (Tremp, Pallars Jussà), a Vimbodí (Conca de Barberà), a Sant Jaume d'Enveja (Montsià) i a la Sèrra de Horno, a Vielha e Mijaran (Vall d'Aran). Al País Valencià es troba a la pedrera Los Serranos (Albatera, Alacant i a Quesa i a Barxeta (València). També es troba a les mines de Nuestra Señora del Carmen (Jumella, Múrcia). A la Catalunya Nord, en trobem al massís d'Agli, a Fontcoberta (Queixàs), a El Barcarès, a Valmanya (Massís del Canigó), a les mines de Costabona (Prats de Molló i la Presta), a Rasigueres, a Santa Maria la Mar i a Torrelles de la Salanca.

## Grup ilmenita
El grup ilmenita està format per aquestes quatre espècies minerals:
| Espècie      | Fórmula            |
| ------------ | ------------------ |
| Ecandrewsita | (Zn,Fe2+,Mn2+)TiO₃ |
| Geikielita   | MgTiO₃             |
| Ilmenita     | Fe2+TiO₃           |
| Pirofanita   | Mn2+TiO₃           |

## Varietats
Les varietats d'ilmenita són força nombroses: guadarramita (suposadament radioactiva), hystatita (amb ferro), ilmenita fèrrica (fins a un 33% de Fe₂O₃), ilmenita mangànica (amb manganès), iserina (que cristal·litza en el sistema cúbic), kibdelofana (amb un elevat contingut de titani), manaccanite (amb ferro), manaccanita magnèsica (amb ferro i magnesi), magnetoilmenita (amb ferro i magnètica), manganilmenita (amb manganès), picrocrichtonita (amb magnesi), picroilmenita (rica en magnesi), picroilmenita rica en crom (rica en crom i magnesi, fins amb un 8,6% de Cr₂O₃ i un 17,0% de MgO), picrotitanita (amb magnesi), silico-ilmenita (amb silici) i washingtonita (amb ferro).